# Bishindeegiin Urantungalag
Bishindeegiin «Nura» Urantungalag (mongol : Бишиндээгийн Урантунгалаг, née le 24 février 1977 à Öndörkhaan dans le Khentii en Mongolie) est une archère mongole.

## Biographie
Bishindeegiin Urantungalag commence le tir à l'arc en 1992. Elle commence sa carrière internationale en 2006. Son premier podium continental est en 2011, alors qu'elle remporte l'argent à l'épreuve par équipe femmes de l'arc classique. Ses premiers Jeux Olympiques ont lieu en 2012.

## Palmarès
- Jeux olympiques[2]
  - 9e à l'individuel femme aux Jeux olympiques d'été de 2012 à Londres.
  - 33e à l'individuel femme aux Jeux olympiques d'été de 2020 à Tokyo.
  - 27e à l'épreuve par équipe mixte aux Jeux olympiques d'été de 2020 à Tokyo (avec Baatarkhuyag Otgonbold).

- Championnats d'Asie[1]
  -  Médaille d'argent à l'épreuve par équipe femmes aux championnats d'Asie 2011 à Téhéran.